# Régiment du Dauphin dragons
Pour les articles homonymes, voir régiment du Dauphin.
Le régiment du Dauphin dragons est un régiment de cavalerie français d'Ancien Régime créé en 1673 sous le nom de régiment de Sauvebœuf dragons devenu sous la Révolution le 7e régiment de dragons.

## Création et différentes dénominations
- 14 septembre 1673 : création du régiment de Sauvebœuf dragons
- 29 août 1675 : renommé régiment du Dauphin dragons
- 1er janvier 1791 : renommé 7e régiment de dragons
- 1814 : renommé régiment des dragons d’Angoulême
- 1815 : renommé 7e régiment de dragons
- 1815 : licencié

## Équipement

### Guidons
4 guidons « de ſoye bleue ſemez de fleurs de lys & de Dauphins avec un Soleil au milieu brodez en or & en argent, frangez de même ».

### Habillement

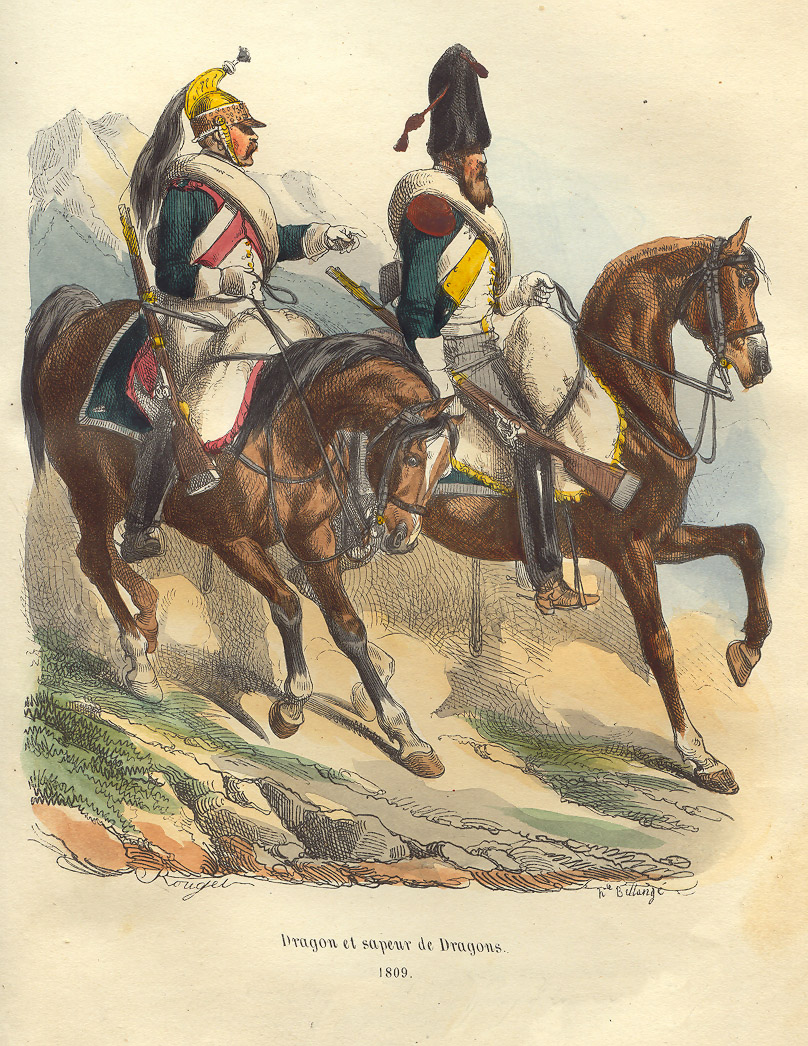
Dragon et sapeur de dragons de la Grande Armée, gravure de Bellangé illustrant l’Histoire de Napoléon de Laurent de l’Ardèche, 1843.

Uniformes
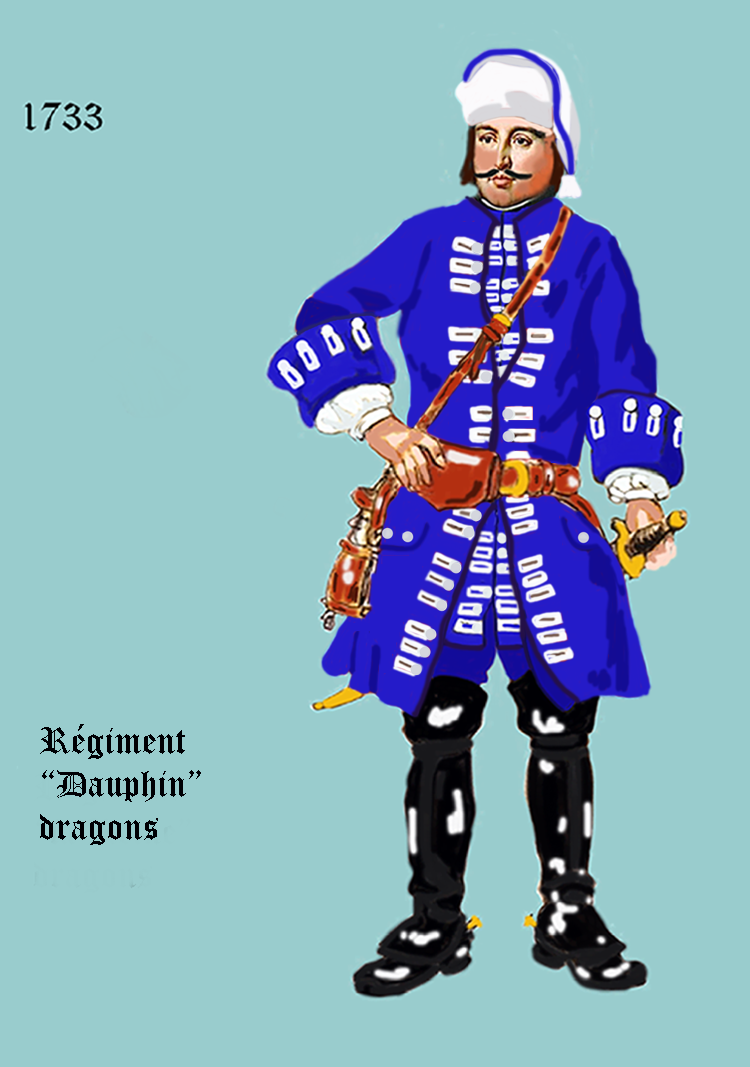
régiment du Dauphin dragons de 1733 à 1750
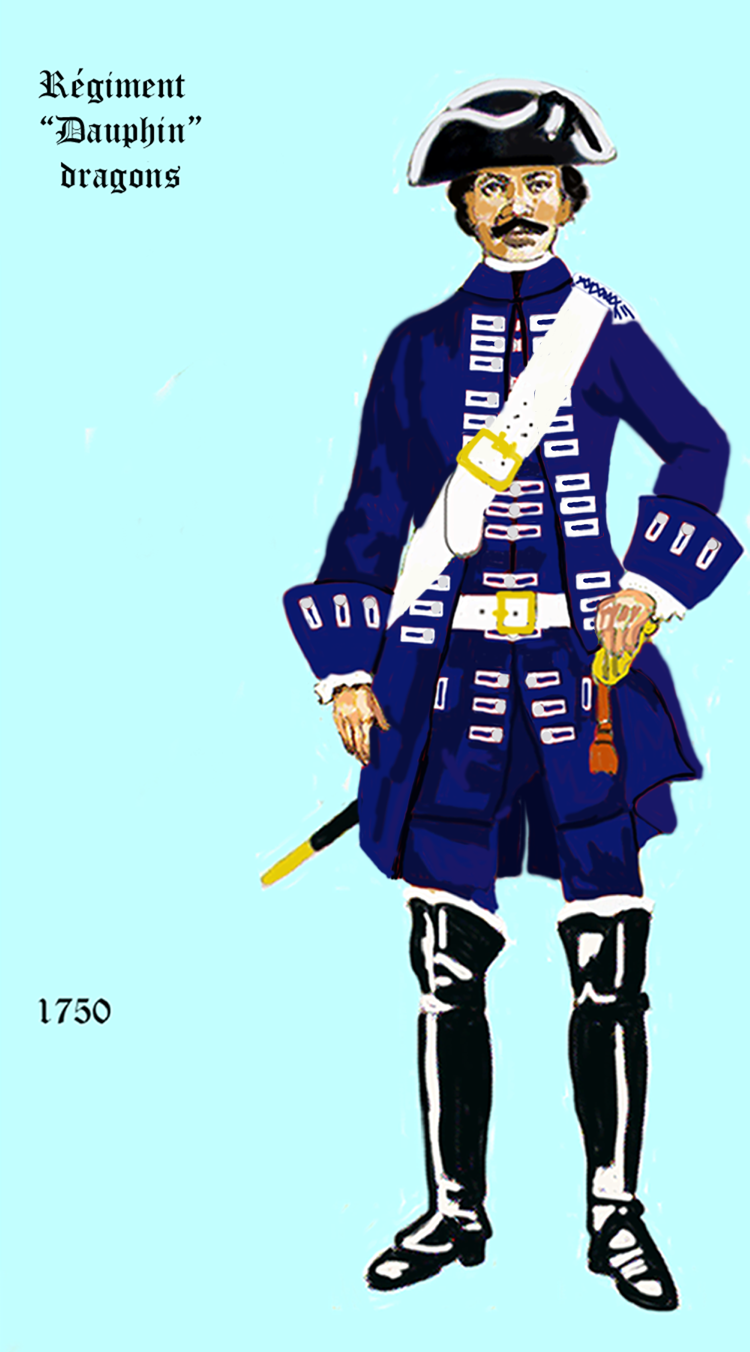
régiment du Dauphin dragons de 1750 à 1762
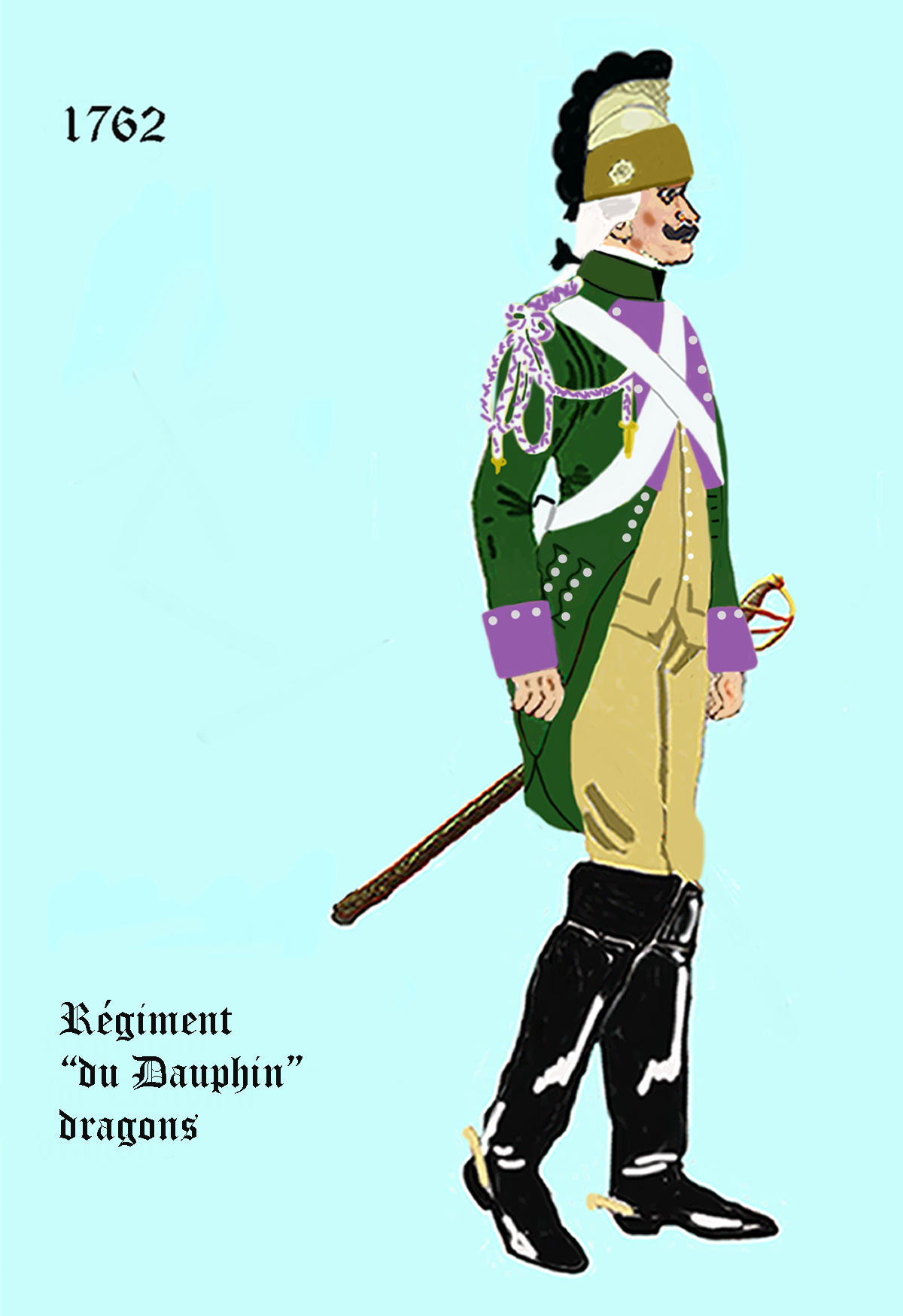
régiment du Dauphin dragons de 1762 à 1763
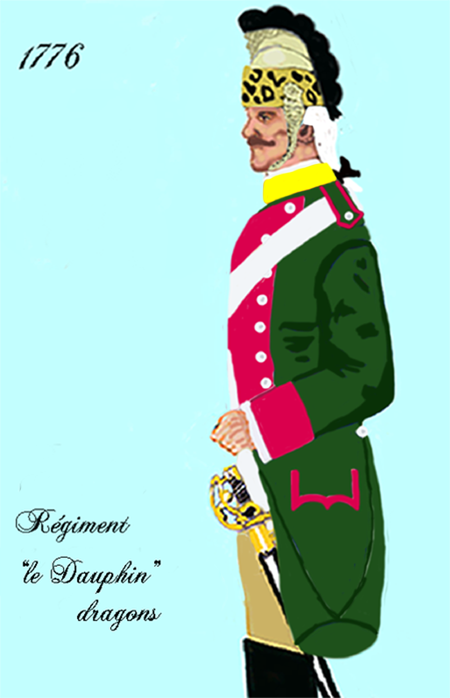
régiment du Dauphin dragons de 1776 à 1779
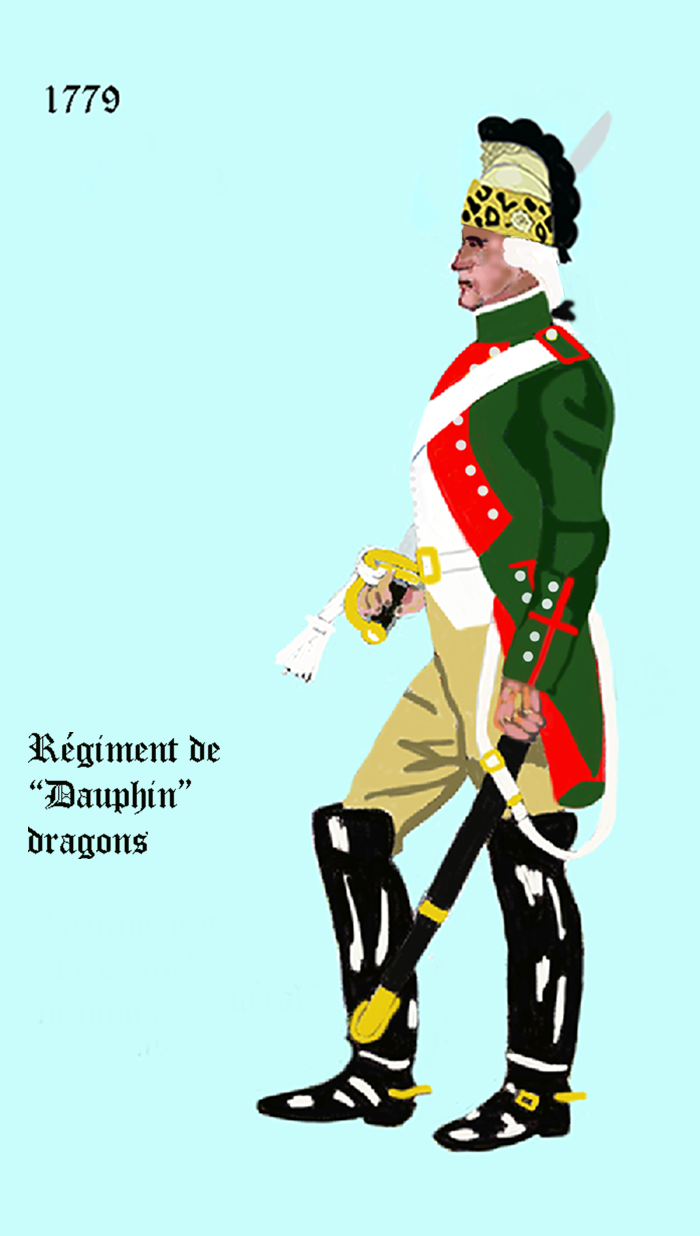
régiment du Dauphin dragons de 1779 à 1786
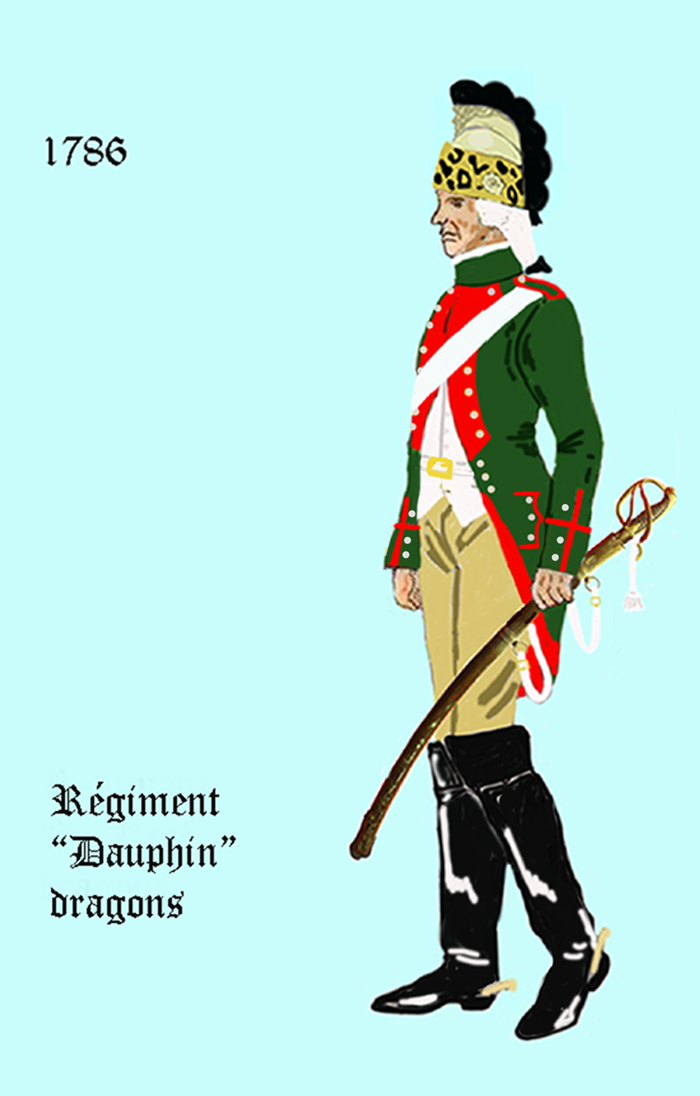
régiment du Dauphin dragons de 1786 à 1791
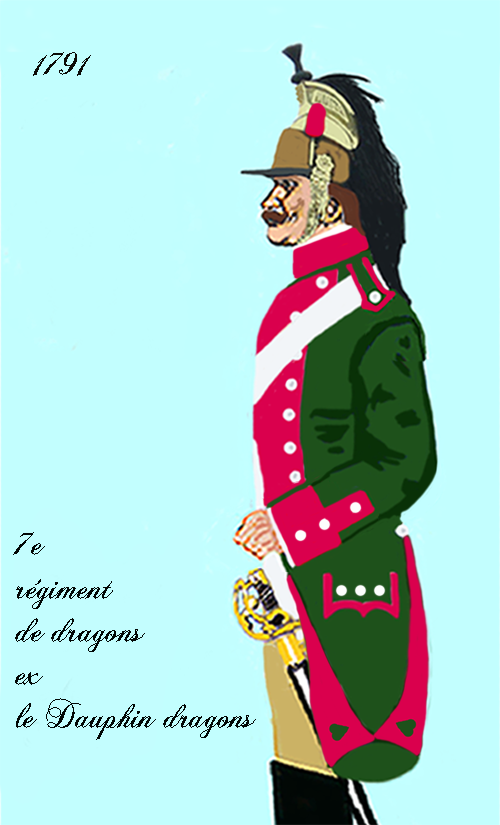
7e régiment de dragons après 1791

## Historique

### Mestres de camp-lieutenants et colonels
- 14 septembre 1673 : Louis-Jules, marquis de Sauvebœuf
- 29 août 1675 : François Annibal, comte de Longueval, brigadier de dragons le 26 février 1686, maréchal de camp le 10 mars 1690, lieutenant général des armées du roi le 3 janvier 1696, † 1er juin 1696
- mai 1692 : N. de Luynes, comte d’Albert
- 31 août 1700 : César de Brouilly, marquis de Wartigny, brigadier de dragons le 29 janvier 1702, maréchal de camp le 10 février 1704, † 24 octobre 1704
- 12 novembre 1704 : Louis Edmond du Fossé de La Mothe, marquis de Watteville
- 8 mars 1718 : Sicaire Antonin Armand Auguste Nicolas d’Aydie, comte de Rions
- 1725 : N. Bonnier, baron de La Mosson
- 1727 : N., marquis de Vassé
- 1741 : N., comte de Vassé
- 17 juillet 1742 : Charles François de Granges de Surgères, marquis de Puyguyon, brigadier le 20 février 1743, maréchal de camp le 1er mai 1745, † 6 août 1746
- 1er mai 1745 : N., marquis de Lescure
- 20 juillet 1746 : Charles François Elzéar, marquis de Vogué, déclaré brigadier de cavalerie en novembre 1745 par brevet expédié le 1er mai, maréchal de camp le 1er janvier 1748, lieutenant général le 28 décembre 1758
- 1er janvier 1748 : Charles François d’Hervilly, comte de Canisy
- 27 mars 1761 : Alexandre de Cadrieu, comte de Lostanges de Sainte-Alvère
- 3 janvier 1770 : Joseph Hyacinthe François de Paule de Rigau, comte de Vaudreuil
- 8 avril 1779 : Charles Henri, comte de Surgères-Puyguyon
- 10 mars 1788 : Michel Félix, comte de Choiseul d’Aillecourt
- 25 juillet 1791 : Claude de Guibert
- 23 novembre 1791 : N. de Revigliase
- 12 février 1792 : N. d’Averhoult
- 3 septembre 1792 : Adrien Jacques Maurice de Cambis
- 20 janvier 1794 : Jean Joseph Bourgairolles
- 21 mars 1797 : chef de brigade Jean Jacques Laveran
- 8 mai 1806 : Denis Étienne, baron de Séron
- 19 août 1809 : Louis Xavier Joseph Veizier
- 14 juillet 1812 : Louis, baron Sopransi
- 17 janvier 1814 : Charles Philippe Léopold

### Campagnes et batailles
- 1677 : Siège de Saint-Omer
- 1734 : la Bataille de San Pietro

Le 7e régiment de dragons a fait les campagnes de 1792 à 1794 à l’armée du Nord. Ce régiment figurait avec honneur à la bataille de Jemappes, le 6 novembre 1792.

Il a fait les campagnes des ans IV et V à l’armée de Sambre-et-Meuse ; an VI aux armées de l’Ouest et de Mayence ; an VII aux armées de Mayence et d’Italie ; ans  VIII et IX à l’armée d’Italie.

Campagnes de l’an XII à l’an XIV à l’armée de Naples ; 1806 aux armées de Naples et d’Italie ; de 1807 à 1811 à l’armée d’Italie ; 1812 et 1813 à l’armée d’Italie et à la 3e division de cavalerie de réserve de la Grande Armée ; 1814 au 1er corps de cavalerie ; 1815 à la 4e division de réserve de cavalerie.

### Quartiers
- Conflans[1]